# Bahnstrecke Jatznick–Ueckermünde
| Verlauf der Bahnstrecke Jatznick–Ueckermünde |                         |                                  |                 |
| Streckennummer (DB): | 6771                    |                                  |                 |
| Kursbuchstrecke (DB): | 175                     |                                  |                 |
| Kursbuchstrecke: | 109a (1934) 122a (1946) |                                  |                 |
| Streckenlänge: | 20,4 km                 |                                  |                 |
| Spurweite: | 1435 mm (Normalspur)    |                                  |                 |
| Streckenklasse: | CM3                     |                                  |                 |
| Streckengeschwindigkeit: | 80 km/h                 |                                  |                 |
| Zugbeeinflussung: | PZB (Jatznick–Torgelow) |                                  |                 |
| |                         |                                  |                 |
| \| \| 163,3 \| Ueckermünde Stadthafen \| ⊙ \| \| \| 163,0 \| Ueckermünde (seit 2009) \| ⊙ \| \| \| 162,3 \| Ueckermünde (bis 2009) \| ⊙ \| \| \| 159,5 \| Hoppenwalde (ehem. Bf; bis 2011) \| ⊙ \| \| \| 156,5 \| Eggesin (früher Bahnhof) \| ⊙ \| \| \| \| Randow \| ⊙ \| \| \| 155,5 \| Anst Forst Torgelow \| ⊙ \| \| \| 152,6 \| Bk Gumnitz (zuvor Bf) \| ⊙ \| \| \| \| von Pasewalk \| \| \| \| 152,0 \| Gumnitz W1 \| ⊙ \| \| \| \| Uecker \| ⊙ \| \| \| 149,5 \| Torgelow \| ⊙ \| \| \| \| B 109 \| ⊙ \| \| \| \| von Stralsund \| \| \| \| 142,9 \| Jatznick \| ⊙ \| \| \| \| nach Angermünde \| \| \| \| \| \| \| \| Quellen: [1] \| \| \| \| |                         |                                  |                 |
| Haltepunkt / Haltestelle Streckenanfang | 163,3                   | Ueckermünde Stadthafen           | ⊙               |
| Haltepunkt / Haltestelle | 163,0                   | Ueckermünde (seit 2009)          | ⊙               |
| ehemaliger Bahnhof | 162,3                   | Ueckermünde (bis 2009)           | ⊙               |
| ehemaliger Haltepunkt / Haltestelle | 159,5                   | Hoppenwalde (ehem. Bf; bis 2011) | ⊙               |
| Haltepunkt / Haltestelle | 156,5                   | Eggesin (früher Bahnhof)         | ⊙               |
| Brücke über Wasserlauf |                         | Randow                           | ⊙               |
| Blockstelle | 155,5                   | Anst Forst Torgelow              | ⊙               |
| ehemalige Blockstelle | 152,6                   | Bk Gumnitz (zuvor Bf)            | ⊙               |
| Abzweig geradeaus und ehemals von links |                         | von Pasewalk                     | von Pasewalk    |
| ehemalige Blockstelle | 152,0                   | Gumnitz W1                       | ⊙               |
| Brücke über Wasserlauf |                         | Uecker                           | ⊙               |
| Bahnhof | 149,5                   | Torgelow                         | ⊙               |
| Bahnübergang |                         | B 109                            | ⊙               |
| Abzweig geradeaus und von rechts |                         | von Stralsund                    | von Stralsund   |
| Bahnhof | 142,9                   | Jatznick                         | ⊙               |
| Strecke |                         | nach Angermünde                  | nach Angermünde |
| |                         |                                  |                 |
| Quellen: |                         |                                  |                 |

Die Bahnstrecke Jatznick–Ueckermünde ist eine Nebenbahn in Mecklenburg-Vorpommern. Sie schließt die Hafenstadt Ueckermünde an die Bahnstrecke Berlin–Stralsund an.

## Geschichte

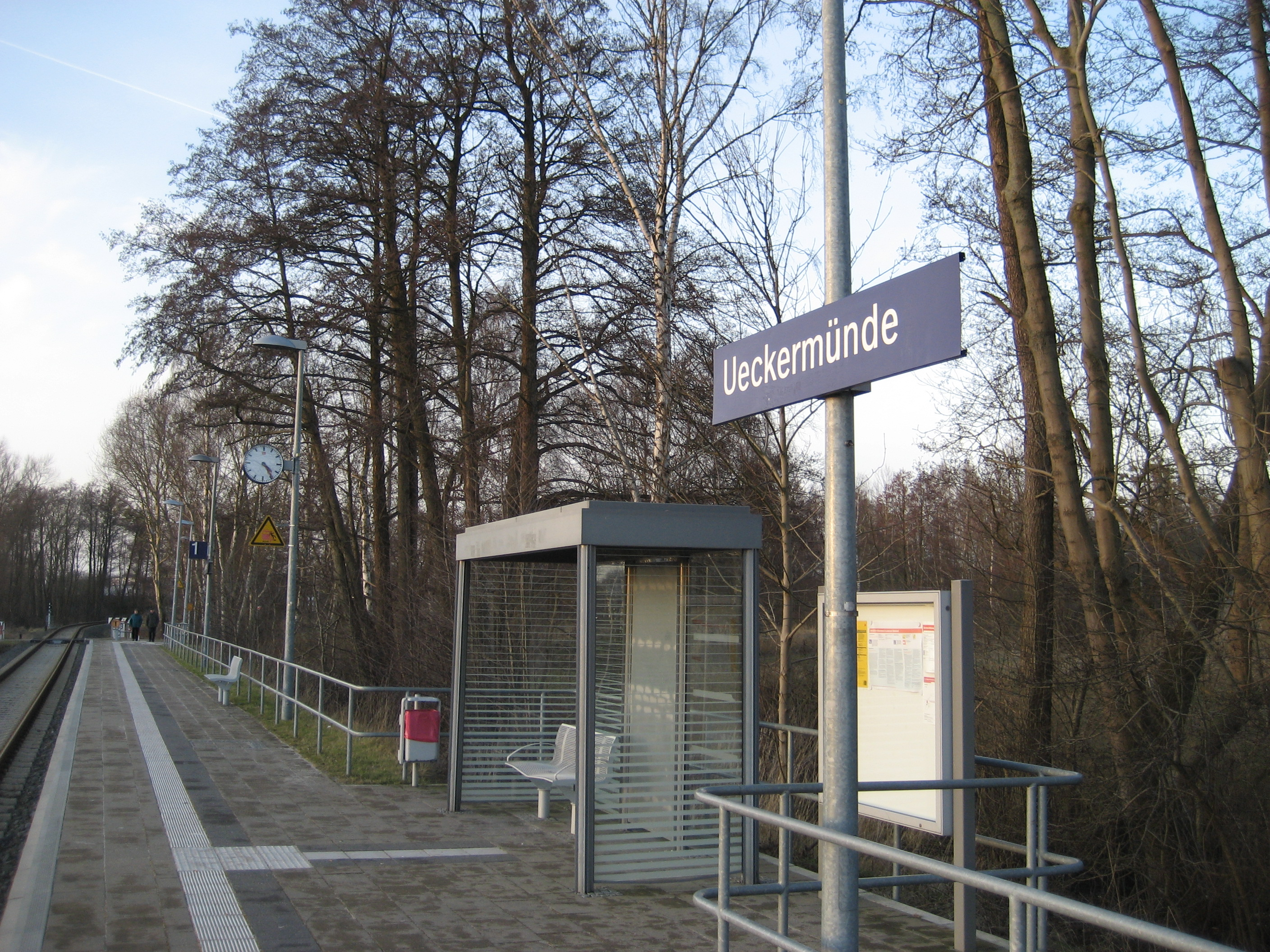
Neuer Haltepunkt Ueckermünde. Im Rücken des Fotografen bietet sich ein direkter Übergang zum ebenfalls neuen Busbahnhof

Die Planungen für eine Anbindung Ueckermündes an das Eisenbahnnetz begannen im ausgehenden 19. Jahrhundert. Dabei stellte weniger der Personen- als vielmehr der Güterverkehr den Schwerpunkt der Überlegungen dar. Hauptanliegen war eine Verbindung zwischen Pasewalk und der Hafenstadt, da die Uecker als alternativer Fahrtweg dem steigenden Frachtaufkommen nicht gewachsen war.
Der Preußische Landtag stimmte am 25. April 1882 dem Bau der Strecke zu. Diese sollte zunächst entlang der Hauptbahn nach Stralsund bis Jatznick führen und kurz dahinter ausfädeln. Von dort aus sollte es dann nach Torgelow und weiter entlang der Uecker bis nach Ueckermünde gehen. Für den Bau der Strecke wurden zunächst 1,2 Millionen Mark veranschlagt. Da sich der Bau jedoch als schwieriger als zunächst gedacht erwies, reichte das Kapital nicht aus. Vor allem nördlich von Torgelow mussten mehrere Brücken errichtet werden. Der erste Abschnitt zwischen Jatznick und Torgelow wurde am 20. April 1884 dem Verkehr übergeben, die gesamte Strecke war am 15. September des gleichen Jahres fertig.
Am 15. August 2009 wurde die vom alten Endbahnhof Ueckermünde bis zum neuen innenstadtnahen Halte- und Endpunkt Ueckermünde Stadthafen um insgesamt 840 Meter nach Norden verlängerte Bahnstrecke eröffnet. Dazu erhielt die noch vorhandene alte Bahntrasse zum Hafen, auf der der Güterverkehr bis zum 1. Januar 1996 verlief, einen neuen Oberbau mit einem neuen Gleis mit drei Bahnübergängen sowie der Sicherungs- und Signaltechnik. Der Bahnhof Ueckermünde wurde geschlossen und durch einen etwas nördlich davon gelegenen Haltepunkt mit gleichem Namen ersetzt.
Der Bahnhof Torgelow wurde 2018 barrierefrei ausgebaut.

## Betrieb
Die Strecke war von Beginn an gut ausgelastet. Dieser Zustand hielt sich über die Jahrzehnte hinweg bis zur Wende in der DDR. In den 1990er Jahren begann zunehmend die Umstellung des Güterverkehrs auf Lastkraftwagen. Zudem schlossen zahlreiche Betriebe entlang der Strecke. Der Personenverkehr nahm ebenfalls sehr stark ab, was auch auf die Schließung bzw. Umstrukturierung zahlreicher NVA-Standorte (in diesem Fall Torgelow und Eggesin) zurückzuführen war. Im Jahr 2000 vergab das Land Mecklenburg-Vorpommern den Personenverkehr auf der Strecke an das Eisenbahnverkehrsunternehmen (EVU) Ostmecklenburgische Eisenbahn (die spätere Ostseeland Verkehr GmbH). Seitdem verkehren einzelne Züge durchgehend von Ueckermünde nach Bützow.
Seit dem Fahrplanwechsel am 15. Dezember 2013 werden die Züge vom Eisenbahnverkehrsunternehmen DB Regio gefahren. Seit September 2015 kommen Dieseltriebwagen der Baureihe 623 (LINT41) zum Einsatz. Angeboten wird ein Zweistundentakt mit Verstärkerfahrten in der Hauptverkehrszeit.